# NGC 3478
NGC 3478 é uma galáxia espiral barrada (SBbc) localizada na direcção da constelação de Ursa Major. Possui uma declinação de +46° 07' 23" e uma ascensão recta de 10 horas, 59 minutos e 27,4 segundos.
A galáxia NGC 3478 foi descoberta em 5 de fevereiro de 1788 por William Herschel.